# مؤمن الشرافي
مؤمن الشرافي هو صحفي فلسطيني يقطن في مدينة جباليا في قطاع غزة، حاصل على شهادة البكالوريوس في تخصص الصحافة والإعلام من جامعة القدس.

## مسيرته
يعمل مؤمن مراسلا لقناة الجزيرة. استشهد إثنان وعشرون من عائلته في قصف الإحتلال الصهيوني لمنزل عائلته، يوم الأربعاء 06 ديسمبر 2023 بمن فيهم والده ووالدته وعدد من إخوته وأخواته وأولادهم. وجاءت العملية بعد إلقاء قوات الإحتلال لبرميل متفجر على منزل نزحت إليه أسرة الصحفي في مخيم جباليا، مما أدى لإستشهاد كل المتواجدين فيه.